# Fadenfische
Als Fadenfische werden neun Arten süd- und südostasiatischer Labyrinthfische bezeichnet, die neben der akzessorischen Atmung mit ihrem Labyrinthorgan über ein weiteres gemeinsames Merkmal verfügen: lang ausgezogene erste Bauchflossenstrahlen, mit denen sie in der Lage sind, Berührungs- und Geschmacksreize aufzunehmen. Diese Fähigkeiten unterstützen sie bei der räumlichen Orientierung, bei der Nahrungssuche und im Rahmen der innerartlichen Kommunikation. Lange Zeit galten die Fadenfische aber nicht als ein wissenschaftliches Taxon, sondern die zwei Gattungen der Fadenfische wurden zusammen mit anderen der Unterfamilie Luciocephalinae zugeordnet.

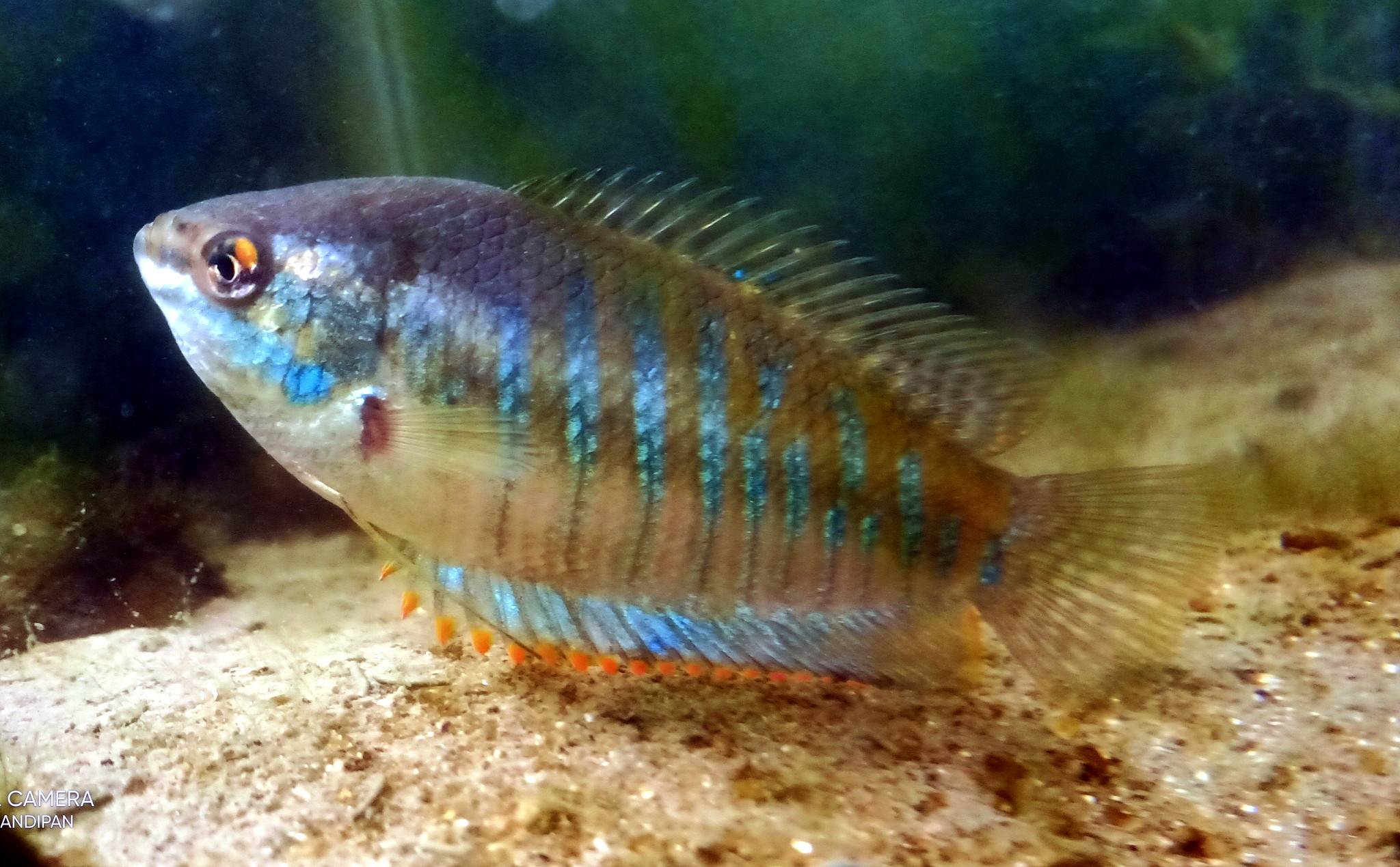
Gestreifter Fadenfisch

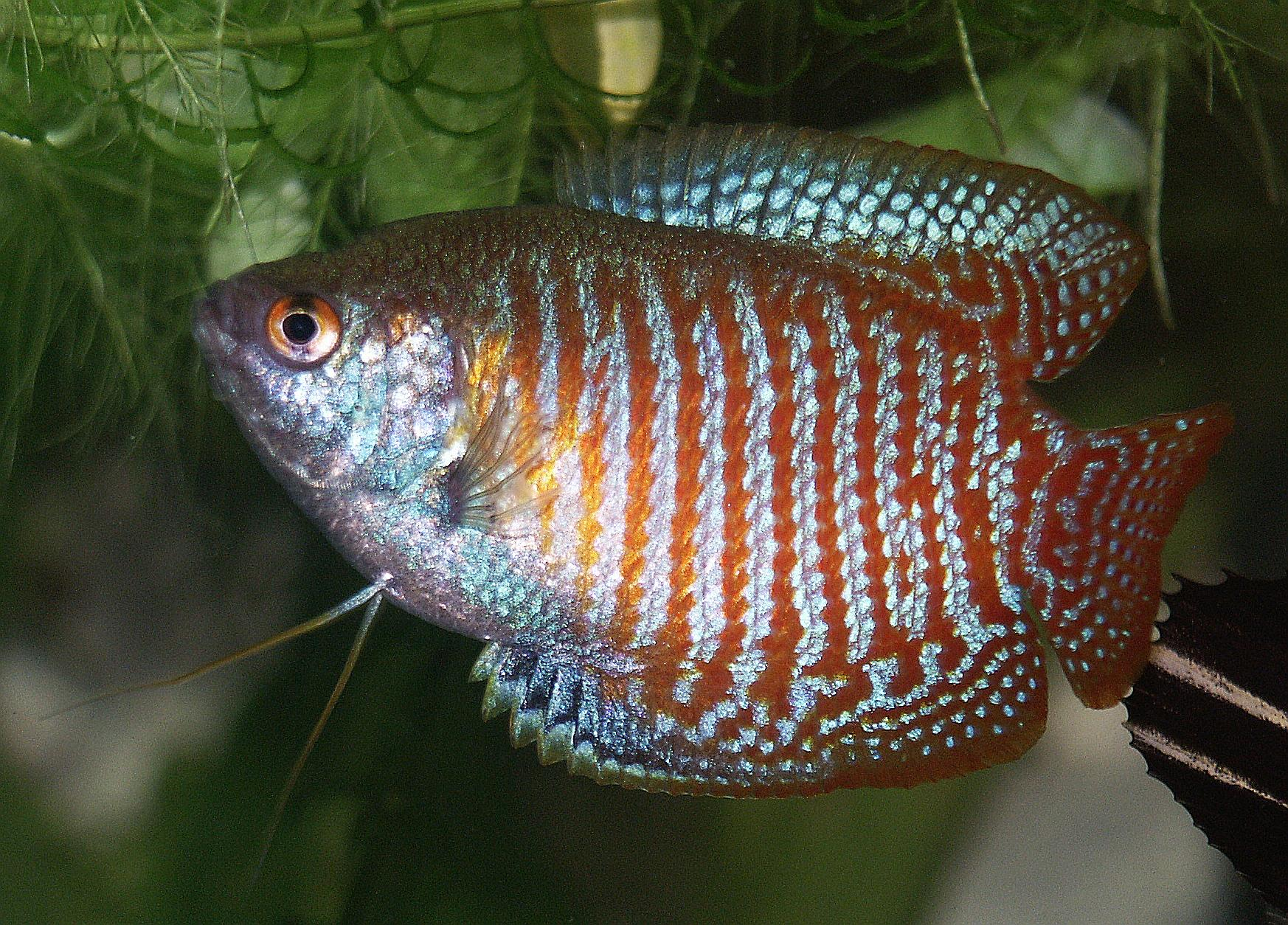
Zwergfadenfisch

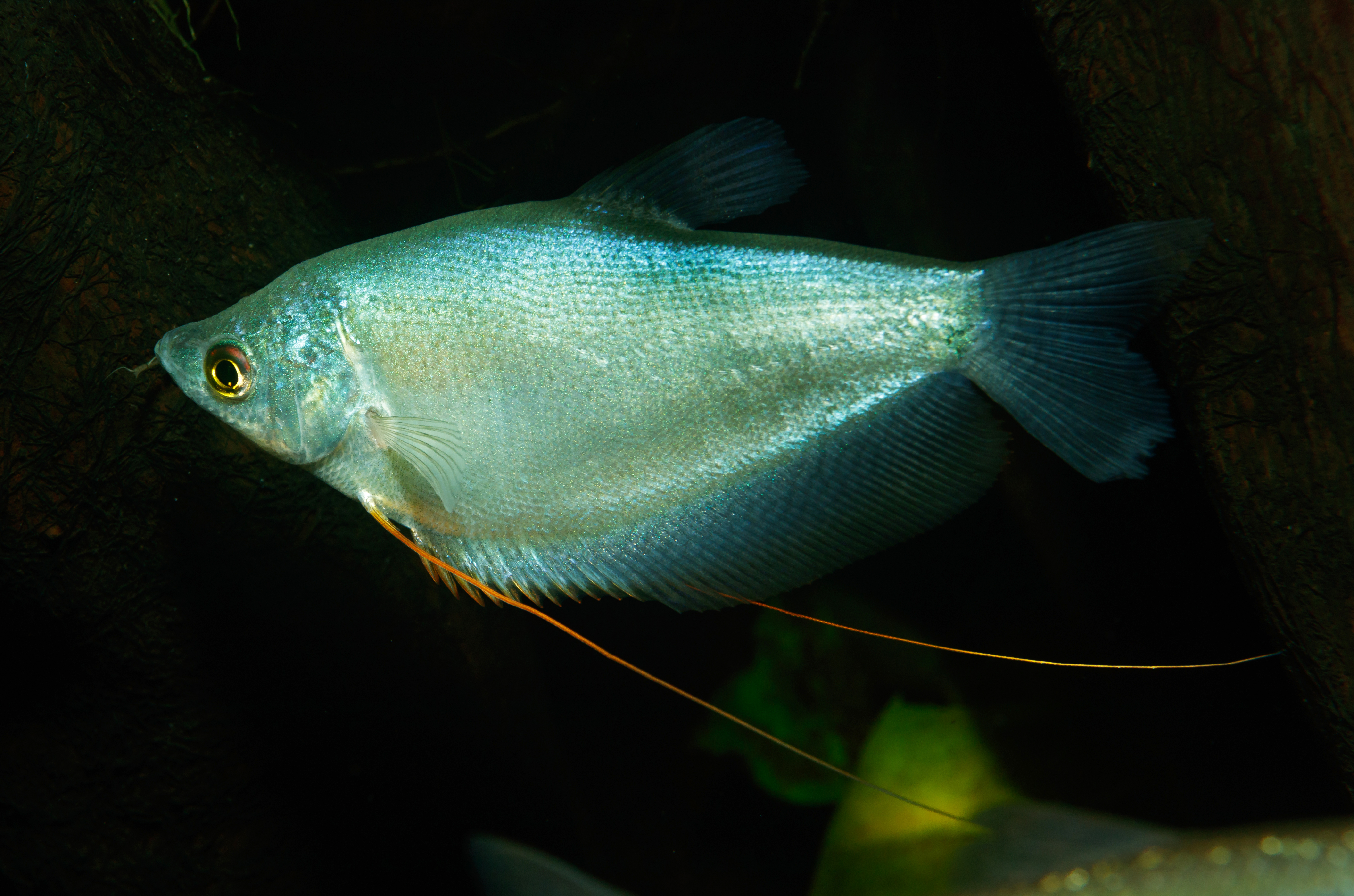
Mondscheinfadenfisch

## Systematik
Diese war in dieser Zusammensetzung aber nicht monophyletisch, sondern zerfallen in zwei Kladen. Eine, nur aus Maulbrütern bestehende Klade, hat als Gemeinsamkeit Eier, die eine spiralige Struktur auf der Oberfläche besitzen, die wahrscheinlich als Leitsystem für die Spermien dient. Die andere Klade besteht aus den beiden Fadenfischgattungen und ist näher mit den Macropodusinae verwandt als mit der Spiralei-Klade.
In der fünften Auflage von Fishes of the World, einem Standardwerk zu Fischsystematik, wurden die Fadenfische deshalb als fünfte Unterfamilie der Osphronemidae eingeführt. Als wissenschaftlicher Name stand die Bezeichnung Trichogastrinae zur Verfügung, die erstmals im Jahr 1879 durch den niederländischen Fischkundler Pieter Bleeker benutzt wurde. Auch die wissenschaftliche Fischdatenbank Catalog of Fishes stellt die Gattungen Trichogaster und Trichopodus in die Unterfamilie Trichogastrinae.

## Gattungen und Arten
Traditionell werden Fadenfische aufgrund ihrer Morphometrie und der geografischen Verbreitung in zwei Gattungen getrennt:
Vier kleinere Arten, „Westliche Fadenfische“ (Gattung Trichogaster, Syn.: Colisa Cuvier, 1831) aus Südasien (Indien und Burma):
- Honiggurami (Trichogaster chuna (Hamilton, 1822))
- Gestreifter Fadenfisch (Trichogaster bejeus Hamilton, 1822)[5]
- Dicklippiger Fadenfisch (Trichogaster labiosa Day, 1877)
- Zwergfadenfisch (Trichogaster fasciata Bloch & Schneider, 1801)[5]

Fünf größere Arten, „Östliche Fadenfische“  (Gattung Trichopodus) aus Südostasien, weit im indonesischen Raum verbreitet, deren ursprünglichen Vorkommen nicht mehr feststellbar sind, weil sie bereits vor ihrer wissenschaftlichen Entdeckung als menschliche Nahrungsquelle von Thailand bis auf die Inselwelt der Philippinen verbreitet wurden:
- Mosaikfadenfisch (Trichopodus leerii Bleeker, 1852)
- Mondscheinfadenfisch (Trichopodus microlepis (Günther, 1861))
- Schaufelfadenfisch (Trichopodus pectoralis Regan, 1910)
- Trichopodus poptae Low, Tan & Britz, 2014[6]
- Gepunkteter Fadenfisch (Trichopodus trichopterus (Pallas, 1770))

## Fortpflanzungsverhalten
Alle Fadenfische vermehren sich nach einem weitestgehend identischen Grundmuster. Die Männchen bauen an der Wasseroberfläche oder unter Blättern von Schwimmpflanzen ein Schaumnest, das aus mit einem speichelartigen Sekret ummantelten Luftblasen besteht. Trichopodus-Arten verwenden oft zusätzlich andere Baustoffe, beispielsweise Pflanzenteile. Unter diesem Schaumnest, an dem ständig weiter gearbeitet wird, wirbt das Männchen, bis sich ein paarungsbereites Weibchen einfindet, mit dem es nach einem arttypischen ritualisierten Verhalten direkt unter dem Schaumnest laicht. Die relativ kleinen Eier sind leichter als Wasser (Schwimmeier) und steigen in das Schaumnest auf. Ist der Laichakt beendet, verlässt das Weibchen das Nestrevier. Die Brutpflege erfolgt ausschließlich durch das Männchen (Vaterfamilie). Bei einer Wassertemperatur von 24 bis 28 °C schlüpfen nach etwa 24 bis 30 Stunden sehr kleine Larven. Sie tragen einen relativ großen Dottersack mit einem Ölanteil, der sie durch seinen Auftrieb weiter unter dem Schaumnest hält. Aus dem Nestbereich gespülte Larven werden vom Männchen mit dem Maul aufgenommen und zurück in das Nest gespuckt. Zwischen dem dritten und fünften Lebenstag schwimmen die schnell wachsenden Jungfische frei und nehmen gleich selbständig Nahrung auf. Sie verlassen den unmittelbaren Nestbereich, worauf der Brutpflegetrieb des Männchens erlischt.

## Bedeutung für den Menschen
„Östliche Fadenfische“ sind für die menschliche Ernährung im südostasiatischen Raum von nicht unerheblicher Bedeutung. Auf Märkten stellen sie regelmäßig einen beachtlichen Anteil des Frischfischangebots dar. Aufgrund ihrer besonderen Atmung ist es möglich, sie sehr lange lebend anzubieten. Aus diesem Grund wurden sie auf dem gesamten südostasiatischen Festland und auf vielen Inseln dieses Raums eingebürgert. Für Evolutionsbiologen und Verhaltensforscher sind Fadenfische, wie die Gesamtheit der Labyrinthfische überhaupt, ein aufschlussreiches Forschungsgebiet.
Seit dem Ende des 19. Jahrhunderts sind Fadenfische sehr verbreitete und populäre Aquarienfische. Aus drei Trichogaster-Arten (alle außer T. bejeus) und dem Gepunkteten Fadenfisch wurden mehrere Farbschläge gezüchtet, die zum Standardangebot des Aquarienfischhandels zählen.